# 1907 en musique classique
| \| • Retour à la chronologie générale de la musique classique • \| |
| Grèce • Rome • Haut Moyen Âge • VIIIe siècle • IXe siècle • Xe siècle • XIe siècle XIIe siècle • XIIIe siècle • XIVe siècle • XVe siècle • XVIe siècle • XVIIe siècle XVIIIe siècle • XIXe siècle • XXe siècle • XXIe siècle |
| • Retour à la chronologie générale de la musique classique • |

| Années en musique classique : 1904 - 1905 - 1906 - 1907 - 1908 - 1909 - 1910    |
| Décennies en musique classique : 1870 - 1880 - 1890 - 1900 - 1910 - 1920 - 1930 |

## Événements

### Créations

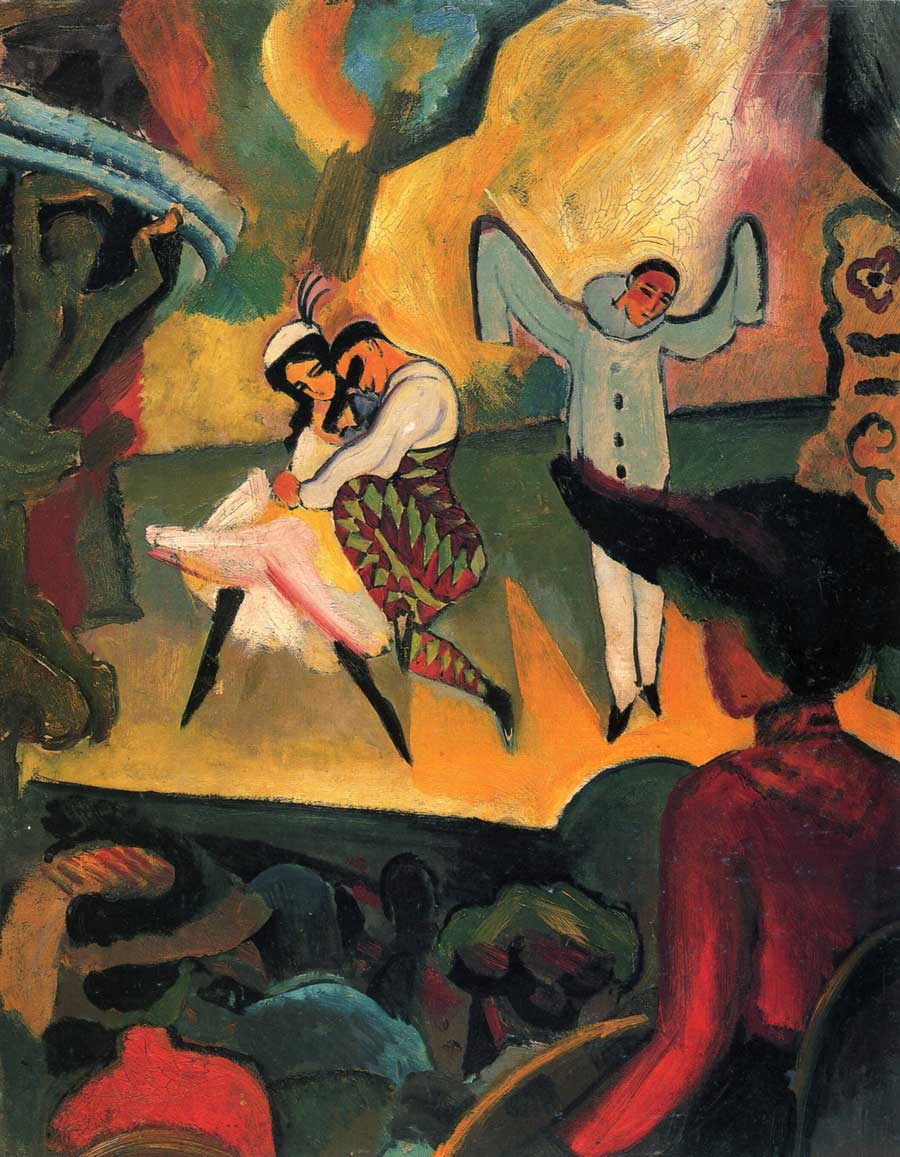
Ballet russe d'August Macke (1912)

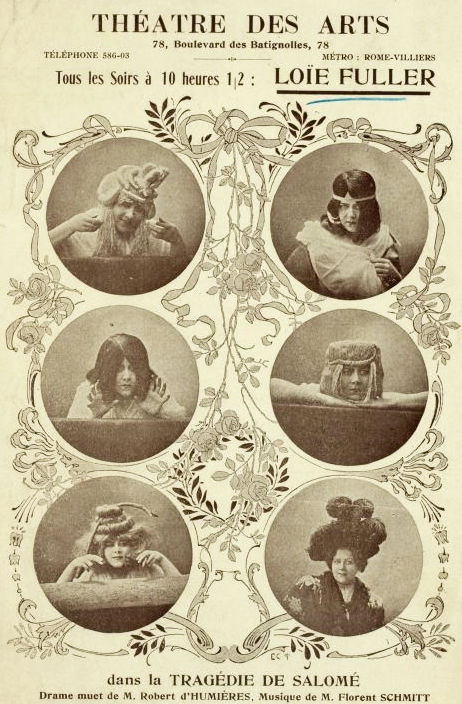
Couverture du programme de La Tragédie de Salomé en 1907

- 22 janvier : Salomé, opéra de Richard Strauss fait scandale au Metropolitan Opera de New York.
- 3 février : la Symphonie « Asraël », de Josef Suk, créée à Prague.
- 5 février : audition à Vienne du Premier quatuor à cordes d’Arnold Schönberg ; scandale.
- 7 février : Thérèse, opéra de Jules Massenet, créé à Monte-Carlo sous la direction de Léon Jehin.
- 8 février : la Symphonie de chambre no 1, d'Arnold Schönberg, créée à Vienne.
- 20 février : La Légende de la ville invisible de Kitège et de la demoiselle Fevronia, opéra de  Rimski-Korsakov, créé à Saint-Pétersbourg.
- 21 février : A Village Romeo and Juliet, opéra de Frederick Delius, créé à l'Opéra-Comique de Berlin.
- 22 février : Introduction et allegro de Ravel, créés à Paris.
- 15 avril : Gloria, opéra de Francesco Cilea, créé à la Scala.
- 8 mai : création française de Salomé de Richard Strauss au Théâtre du Châtelet.
- 10 mai : Ariane et Barbe-Bleue, opéra de Paul Dukas, créé à l'Opéra-Comique.
- 5 juin : Fortunio, opéra d'André Messager, créé à la Salle Favart.
- 3 juillet : Fantaisie pour violon et harpe de Camille Saint-Saëns, créée par les sœurs Marianne et Clara Eissler au Aeolian Hall (Londres).
- 25 septembre : la Symphonie no 3  de Jean Sibelius, créée à Helsinki par l'Orchestre philharmonique d'Helsinki dirigé par le compositeur.
- 9 novembre : La Tragédie de Salomé, drame muet de Florent Schmitt, créé à Paris.
- 11 novembre : Paolo e Francesca, opéra de Luigi Mancinelli, créé à Bologne.

Date indéterminée
- Concerto pour piano no 3 'Fantasia' Op. 23, Concerto pour alto en ut mineur Op. 25 de York Bowen.
- English Suite d'Havergal Brian.
- Songs of Sunset; Brigg Fair de Frederick Delius.
- Quatuor à cordes no 2 en ré bémol, Op. 15 d’Ernő Dohnányi.
- The Wand of Youth d'Edward Elgar.
- Symphonie no 2 en ut mineur de Reinhold Glière.
- A Somerset Rhapsody de Gustav Holst.
- Sonate pour violon en sol de Henryk Melcer-Szczawiński.
- Sonate pour piano no 1 en ré mineur de Sergueï Rachmaninov.
- Trio avec piano en mi mineur, Op. 102 de Max Reger.
- Quatuor à cordes en ré majeur d'Ottorino Respighi.
- Le Coq d'or de Nikolaï Rimski-Korsakov est achevé (création en 1909).
- Sonate pour piano no 5 op.53 d'Alexandre Scriabine.
- Symphonie en mi bémol majeur d'Igor Stravinsky.
- Stabat Mater de Charles Villiers Stanford.

### Autres
- Fondation des Ballets russes par Serge de Diaghilev.
- Fondation de la Manécanterie des Petits Chanteurs à la croix de bois.
- Fondation de l'Orchestre Beethoven de Bonn.

## Naissances

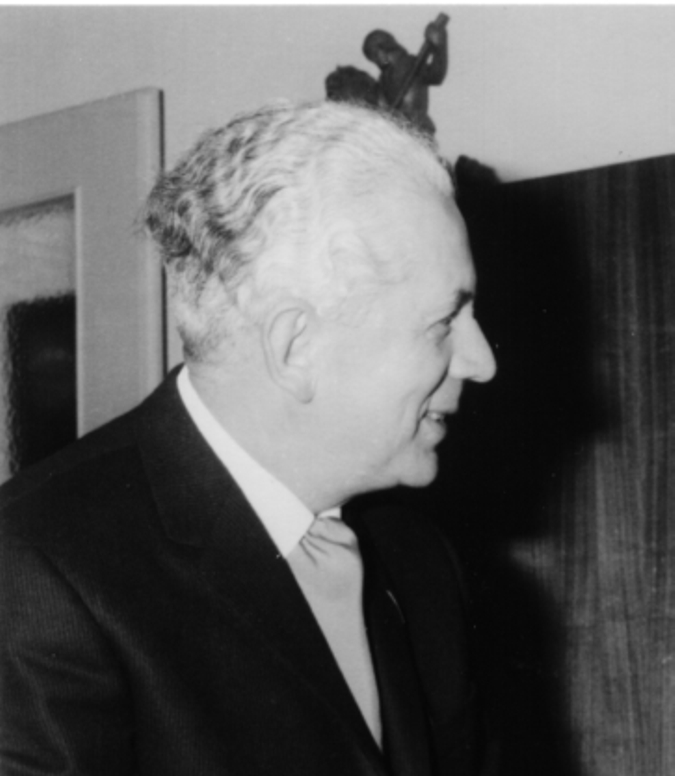
Martin Scherber

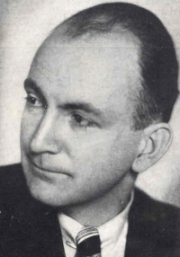
Henk Badings

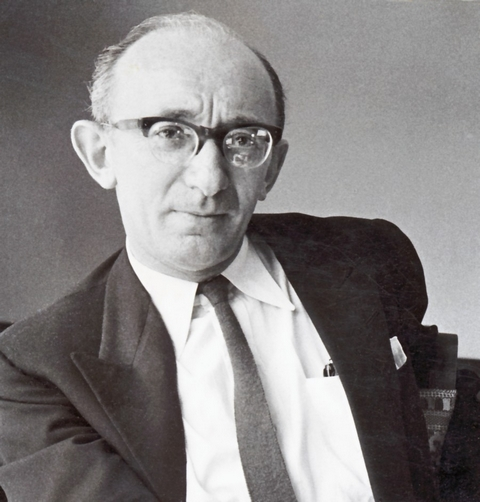
Clifford Curzon

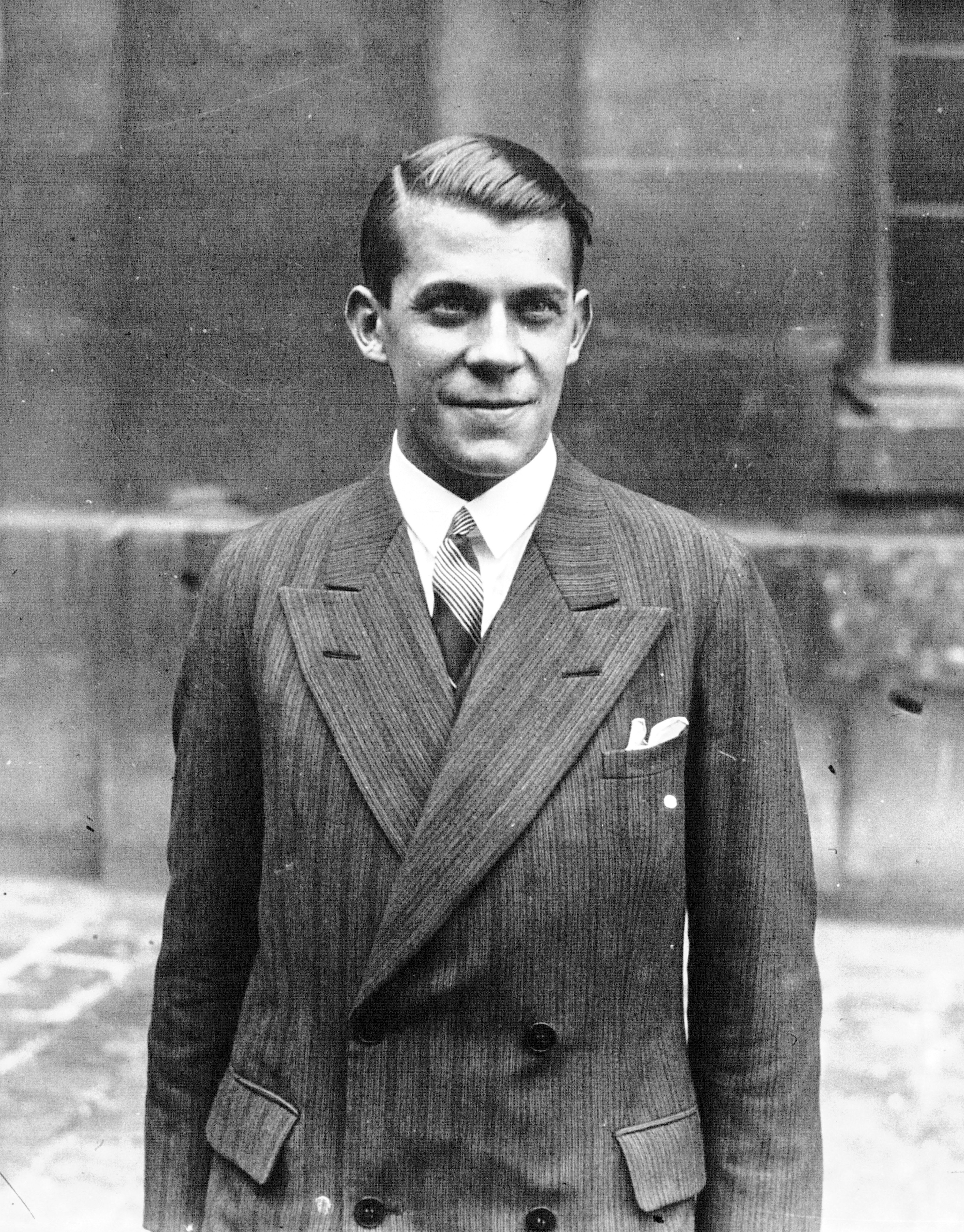
Tony Aubin

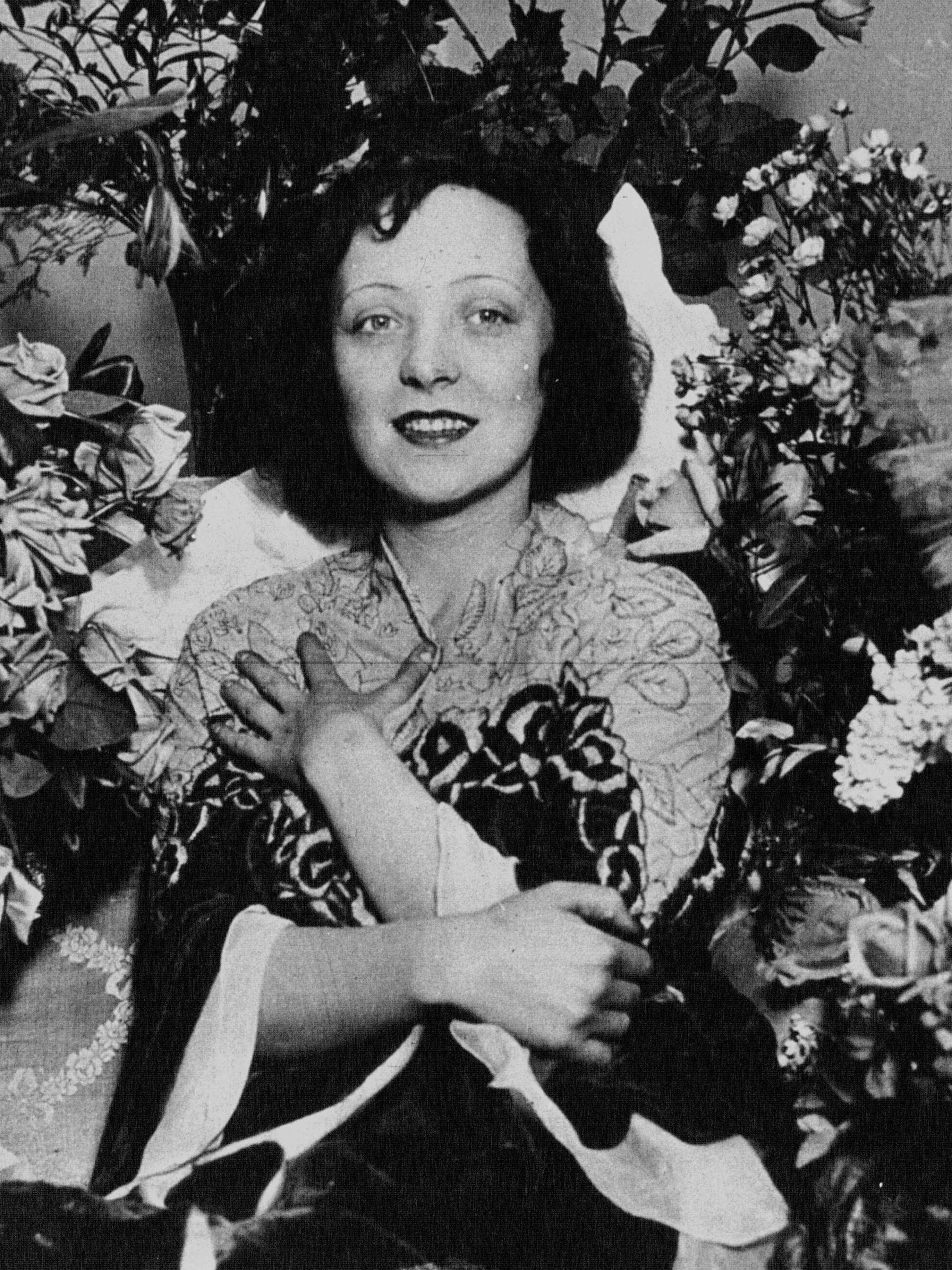
Anny Ahlers

- 1er janvier : Erich Schmid, chef d'orchestre et compositeur suisse († 17 décembre 2000).
- 5 janvier : Alfred Keller, compositeur suisse († 14 juin 1987).
- 7 janvier : Nicanor Zabaleta, harpiste espagnol († 31 mars 1993).
- 9 janvier : John Challis, facteur de clavecins américain († 6 septembre 1974).
- 13 janvier : Karl Loube, compositeur et chef d'orchestre autrichien († 12 décembre 1983).
- 16 janvier : Martin Scherber, professeur de musique et compositeur allemand († 10 janvier 1974).
- 17 janvier : Henk Badings, compositeur néerlandais († 26 juin 1987).
- 24 janvier : Jean Daetwyler, compositeur et chef de chœur suisse († 4 juin 1994).
- 26 janvier : María Luisa Anido, compositrice et guitariste classique originaire d'Argentine († 4 juin 1996).
- 29 janvier : Francisco de Madina, compositeur espagnol († 30 juin 1972).
- 1er février :
  - Camargo Guarnieri, compositeur brésilien († 13 janvier 1993).
  - Sándor Veress, compositeur d'origine hongroise et naturalisé suisse († 4 mars 1992).
- 15 février : Jean Langlais, organiste et compositeur français († 8 mai 1991).
- 16 février : Fernando Previtali, chef d'orchestre et compositeur italien († 1er août 1985).
- 17 février : Marjorie Lawrence, soprano australienne († 13 janvier 1979 (à 71 ans)).
- 4 mars : Joaquim Serra, compositeur et pianiste espagnol († 17 novembre 1957).
- 8 mars : Aimée van de Wiele, claveciniste belge († 2 novembre 1991).
- 19 mars :
  - Elizabeth Maconchy, compositrice et pédagogue britannique († 11 novembre 1994).
  - Marc Vaubourgoin, compositeur français († 1er juin 1983).
- 1er avril : Günther Arndt, chef de chœur allemand († 25 décembre 1976).
- 4 avril : Shirō Fukai, musicien et compositeur japonais († 7 février 1959).
- 12 avril : Imogen Holst, compositrice et chef d'orchestre britannique († 9 mars 1984).
- 13 avril : Rudolf Gall, clarinettiste classique allemand († 13 janvier 1962).
- 17 avril : Jeronimas Kačinskas, compositeur américain d’origine lituanienne († 15 septembre 2005).
- 21 avril : Antoni Szałowski, compositeur polonais († 21 mars 1973).
- 5 mai : Yoritsune Matsudaira, compositeur japonais († 25 octobre 2001).
- 12 mai : Saïd Rustamov, compositeur azéri († 18 juin 1983).
- 14 mai : Robert Blot, corniste, violoniste, professeur au Conservatoire national supérieur de musique de Paris, chef d'orchestre à l’Opéra de Paris et compositeur († 1983).
- 15 mai : Sigurd Rascher, saxophoniste américain († 25 février 2001).
- 18 mai : Clifford Curzon, pianiste britannique († 1er septembre 1982).
- 21 mai : Konstantin Ivanov, chef d'orchestre russe († 15 avril 1984).
- 22 mai : Martha Angelici, soprano française († 11 septembre 1973).
- 23 mai : Katja Andy, pianiste et professeure de piano américaine († 30 décembre 2013).
- 27 mai : 
  - Felix de Nobel, pianiste et chef d'orchestre néerlandais († 25 mars 1981).
  - Lina Pagliughi, soprano italienne d'origine américaine († 2 octobre 1980).
- 7 juin : Mario Filippeschi, ténor italien († 25 décembre 1979).
- 10 juin : Carl Eliasberg, chef d'orchestre soviétique († 12 février 1978).
- 22 juin : Georges Tzipine, chef d'orchestre français († 8 décembre 1987).
- 25 juin : László Somogyi, chef d'orchestre hongrois († 20 mai 1988).
- 8 juillet : Kishio Hirao, compositeur japonais († 15 décembre 1953).
- 18 juillet : Yvonne Desportes, compositrice française († 19 décembre 1993).
- 25 juillet :
  - Karl Höller, compositeur allemand († 14 avril 1987).
  - Dmitri Klebanov, compositeur ukrainien († 6 juin 1987).
  - Roland Leduc, violoncelliste, chef d'orchestre, professeur et haut fonctionnaire québécois († 15 septembre 2001).
- 26 juillet : André Gertler, violoniste et professeur de musique hongrois († 23 juillet 1998).
- 1er août : Hisato Ōzawa, compositeur japonais († 28 octobre 1953).
- 2 août : Giuseppe Morelli, chef d'orchestre et compositeur italien († 21 août 2000).
- 20 août : Anatole Fistoulari, chef d'orchestre britannique († 21 août 1995).
- 27 août : Paul Derenne, ténor français († 18 avril 1988).
- 7 septembre : Ahmet Adnan Saygun, compositeur turc († 6 janvier 1991).
- 11 septembre : Lev Oborine, pianiste soviétique († 5 janvier 1974).
- 14 septembre : René Alix, organiste, chef de chœur et compositeur français († 30 décembre 1966).
- 22 septembre : René Nicoly, président-fondateur des Jeunesses musicales de France († 22 mai 1971).
- 23 septembre : Jarmila Novotná, soprano tchèque († 9 février 1994).
- 24 septembre : Lina Bruna Rasa, soprano italienne († 24 octobre 1984).
- 2 octobre : Wolfgang Fortner, compositeur allemand († 5 septembre 1987).
- 9 octobre : François Urbain Olivier, compositeur et critique musical suisse († 7 mars 1948).
- 15 octobre : Christo Brambarov, baryton bulgare et maître de chant lyrique († 12 juillet 1974).
- 18 octobre : János Ferencsik, chef d'orchestre hongrois († 12 juin 1984).
- 27 octobre : Helmut Walcha, organiste et claveciniste allemand († 11 août 1991).
- 31 octobre : Michel Boulnois, organiste et compositeur français († 30 novembre 2008).
- 2 novembre : Clément Morin, professeur, chef de chœur, paléographe, grégorianiste et théologien québécois († 29 octobre 2004).
- 9 novembre : František Maxián, pianiste et pédagogue tchèque († 18 janvier 1971).
- 30 novembre : György Ránki, compositeur hongrois († 22 mai 1992).
- 8 décembre : Tony Aubin, compositeur et chef d'orchestre français († 21 septembre 1981).
- 9 décembre : Charles Bartsch, musicien belge, violoncelliste, chef d'orchestre et compositeur († 22 avril 1979).
- 21 décembre : 
  - Anny Ahlers, actrice et chanteuse allemande († 14 mars 1933).
  - Koharik Gazarossian, compositrice et pianiste arménienne († 29 octobre 1967).

## Décès

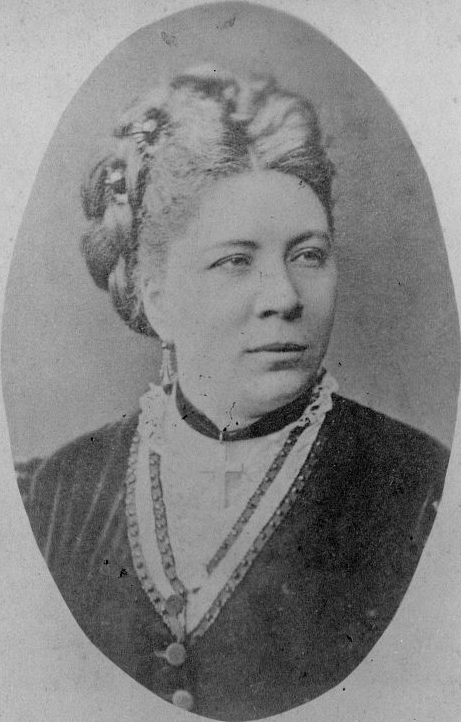
Désirée Artôt

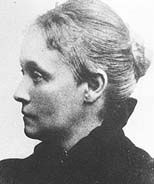
Agathe Backer Grøndahl

- 6 janvier : Léopold Déledicque, violoniste, altiste et compositeur naturalisé français (° 7 février 1821).
- 15 janvier : Clémence de Grandval, compositrice française et cantatrice (° 21 janvier 1828).
- 5 février : Ludwig Thuille, compositeur, pédagogue et théoricien autrichien (° 30 novembre 1861).
- 9 février : Wilhelm Goldner, compositeur et pianiste allemand (° 30 juin 1839).
- 10 février : Camille O'Meara, pianiste française, élève de Frédéric Chopin (° 22 octobre 1828).
- 16 février : Alexandre Lapissida, ténor, régisseur, metteur en scène et directeur de théâtre français (° 9 mars 1839).
- 6 mars : Alphonse Duvernoy, pianiste et compositeur français (° 30 août 1842).
- 17 mars : Ernesto Köhler, flutiste et compositeur italien (° 4 décembre 1849).
- 3 avril : Désirée Artôt, mezzo-soprano belge (° 21 juillet 1835).
- 26 avril :
  - Josef Hellmesberger II, compositeur, violoniste et chef d'orchestre autrichien (° 9 avril 1855).
  - Pietro Platania, compositeur italien (° 28 avril 1828).
- 1er juin : Richard Mühlfeld, clarinettiste allemand (° 28 février 1856).
- 4 juin : Agathe Backer Grøndahl, pianiste et compositrice norvégienne (° 1er décembre 1847).
- 23 juillet : Antonin Marmontel, compositeur et pédagogue français (° 24 novembre 1850).
- 5 août : Gentil Theodoor Antheunis, poète et compositeur flamand (° 9 septembre 1840).
- 12 août : Margyl, mezzo-soprano française (° 17 juillet 1874).
- 15 août : Joseph Joachim, violoniste autrichien (° 28 juin 1831).
- 2 septembre : Wilhelmine Clauss-Szarvady, pianiste franco-tchèque (° 13 décembre 1834).
- 4 septembre : Edvard Grieg, compositeur et pianiste norvégien (° 15 juin 1843).
- 17 septembre : Ignaz Brüll, compositeur et pianiste autrichien (° 7 novembre 1846).
- 4 octobre : Alfredo Keil, compositeur, peintre et collectionneur d’art portugais (° 3 juillet 1850).
- 9 octobre : Romualdo Marenco, violoniste et compositeur italien (° 1er mars 1841).
- 10 octobre : Charles Dancla, violoniste et compositeur français (° 19 décembre 1817).
- 6 novembre : Sophie Cruvelli, cantatrice allemande (° 12 mars 1826).
- 21 novembre : Gaetano Braga, violoncelliste et compositeur italien (° 9 juin 1829).
- 23 novembre : Carlotta Ferrari, compositrice italienne (° 27 janvier 1837)
- 28 novembre : Ricardo Castro, pianiste et compositeur mexicain (° 7 février 1864).

Date indéterminée
- Maria Spezia, soprano italienne (° 1828).